# Caravaggio (téléfilm)
Pour les articles homonymes, voir Caravaggio.
Pour plus de détails, voir Fiche technique et Distribution.
Caravaggio est un téléfilm italien en deux parties réalisé par Angelo Longoni, sorti en 2007.

## Synopsis
La vie du peintre Le Caravage.

## Fiche technique
- Titre : Caravaggio
- Réalisation : Angelo Longoni
- Scénario : James Carrington et Andrea Purgatori
- Musique : Luis Bacalov
- Photographie : Vittorio Storaro
- Montage : Mauro Bonanni
- Production : Stefania Bifano, Esther Cases, Ida Di Benedetto, Anna Giolitti, Joan Antoni González et Elisa Plaza
- Société de production : EOS Entertainment, GMT Productions, Rai Fiction, Televisió de Catalunya et Titania Produzioni
- Pays de production :  Italie,  France,  Espagne et  Allemagne
- Genre : Biopic et historique
- Durée : 180 minutes
- Dates de diffusion : 
  - Italie : 3 juillet 2007 (Roma Fiction Fest), 17 février 2008
  - France : 20 juin 2009

## Distribution
- Alessio Boni : Le Caravage
- Elena Sofia Ricci : Costanza Colonna
- Jordi Mollà : le cardinal Francesco Maria del Monte
- Paolo Briguglia : Mario Minniti
- Claire Keim : Fillide Melandroni
- Benjamin Sadler : Onorio Longhi
- François Montagut : Alof de Wignacourt
- Francesc Garrido : le cavalier Martelli
- Paolo Giovannucci : Giovanni De Ponte
- Francesc Orella : Peterzano
- Mauro Marino : Priore
- Luigi Diberti : Scipione Borghese
- Ricard Sadurní : Prosperino Orsi
- Roberto Bisacco : Rettore
- Marta Bifano : Lucia Merisi
- Arnaud Giovaninetti : Vincenzo Giustiniani
- Ruben Rigillo : Fabrizio Colonna
- Blas Roca-Rey : Baglione
- Francesco Siciliano : Strozzi
- Sarah Felberbaum : Lena
- Maurizio Donadoni : Ranuccio Tomassoni
- Joachim Bißmeier : le cardinal Gonzaga
- Luca Capuano : Francesco Tomassoni
- Florian Teichtmeister : le cavalier D'Arpino
- Manuel Witting : Bernardino
- Marcello Catalano : Ippolito Malaspina
- Maria Elena Vandone : Beatrice Cenci
- Vincenzo Alfieri : Pedro De Montaya
- Bojana Ordinacev : Anna Bianchini
- Beatrice Burati : Cuoca Sforza
- Maria Rita Cardella : Adriana Minniti
- Simone Colombari : Zuccari
- Alexander Brooks : Jan Bruegel
- Francesco Di Lorenzo : le capitaine Porto di Palo
- Alessandro Di Natale : Giordano Bruno
- Sebastiano Filocamo : l'inquisiteur
- Stefano Fregni : Paul V
- Massimiliano Pazzaglia : Gaspare
- Mauro Santopietro : le poète Marino

## Distinctions
En 2009, le film a été nommé pour cinq David di Donatello.